# Dombief
Pour les articles homonymes, voir Dombief (homonymie).
Le Dombief est une rivière française du département Jura de la région Bourgogne-Franche-Comté et un affluent gauche de la Lemme, c'est-à-dire un sous-affluent du Rhône par la Saine et l'Ain.

## Géographie
De 11,1 kilomètres de longueur, le Dombief prend sa source sur la commune de Saint-Pierre à 1 000 mètres d'altitude.
Il coule globalement du sud-ouest vers le nord-est et passe à l'ouest, à moins de 200 mètres du lac du Ratay. Plus en aval, il passe à un kilomètre à l'est du Belvedère des Quatre Lacs : avec le lac du petit Maclu, le lac du Grand Maclu,, le lac de la Motte ou lac d'Ilay, et le lac de Narlay.
Il conflue sur la commune de Entre-deux-Monts, à la limite avec La Chaux-du-Dombief, près du bois de Combe Noire, près du lieu-dit la Chèvre et du centre équestre, à 725 mètres d'altitude.

## Communes et cantons traversés
Dans le seul département du Jura, le Dombief traverse trois communes, et un seul canton :
- dans le sens amont vers aval : Saint-Pierre (source), La Chaux-du-Dombief, Entre-deux-Monts (confluence).

Soit en termes de cantons, le Dombief prend source et conflue dans le même canton de Saint-Laurent-en-Grandvaux.

## Affluents
Le Dombief a un affluent référencé :
- la Tine (rd), 1,5 km, sur les deux communes de Saint-Pierre, La Chaux-du-Dombief.

## Hydrologie
La superficie du bassin versant La Saine de la Lemme à l'Ain (V203) est de 148 km2. Le rang de Strahler est de deux. Le bassin versant sur les trois communes connues a 1 009 habitants pour une superficie de 43 km2 avec une densité de 23,3 hab/km2 à 853 m d'altitude moyenne.

## Écologie et tourisme
Le Dombief est un cours d'eau de première catégorie avec les Pêcheurs de la Lemme comme fédération de pêche. Le Dombief fait partie de l'unité Ain Bienne pour l'état des lieux écologique Le bassin versant du Dombief est sur le territoire du Parc naturel régional du Haut-Jura qui suit l'état des cours d'eau.

## Toponymes
Le Dombief a donné son nom à la commune de La Chaux-du-Dombief qu'il traverse vers le milieu de son parcours.